# 弧形前嵴蚌
弧形前嵴蚌（学名：Epioblasma arcaeformis），是美国特有的一种淡水蚌。它们只分布在田纳西河和坎伯兰河。自然栖息地为河流。该物种因失去栖息地而灭绝。